# Delen
Delen (ukrainisch Делень; russisch Делены Deleny, rumänisch Deleni) ein Dorf in Bessarabien in der ukrainischen Oblast Odessa mit etwa 2000 Einwohnern.

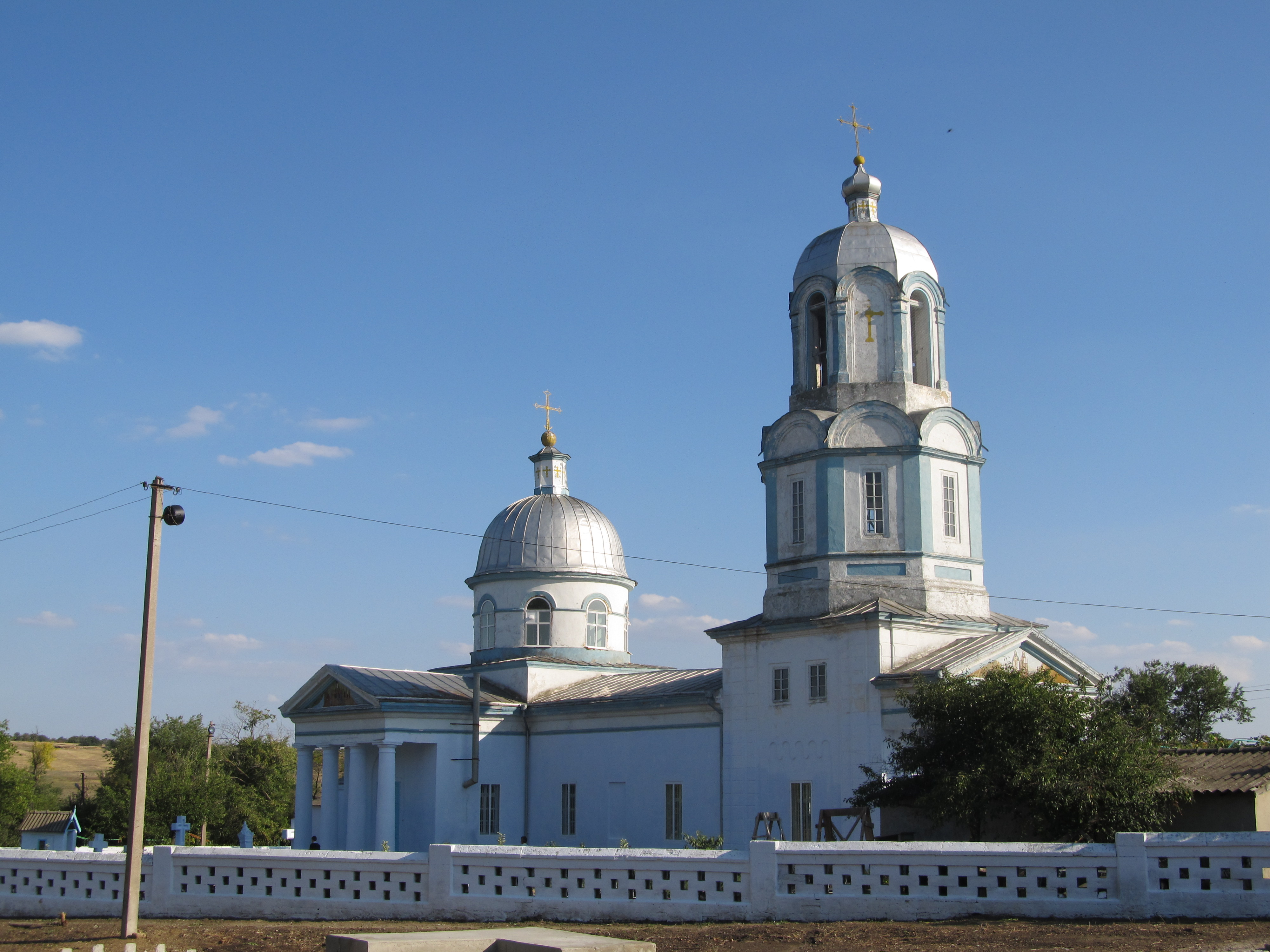
Mariä-Himmelfahrt-Kirche im Dorf

Die 1830 von bulgarischen Siedlern gegründete Gemeinde gehörte zu diesem Zeitpunkt als Kolonie Dewlet-Agacz dem Territorium des Russischen Kaiserreiches an.
Das Dorf liegt am rechten Ufer der Alijaha (Аліяга) im Rajon Bolhrad.
Am 12. Juni 2020 wurde das Dorf ein Teil der Stadtgemeinde Arzys; bis dahin bildete es zusammen mit dem Dorf Nowoseliwka (ukrainisch Новоселівка; deutsch früher Neu-Elft) die Landratsgemeinde Delen (Деленська сільська рада/Delenska silska rada) im Südwesten des Rajons Arzys.
Seit dem 17. Juli 2020 ist es ein Teil des Rajons Bolhrad.